# Wolfgang Kaiser (Musiker)
Wolfgang Kaiser (* 24. März 1929; † 30. Oktober 2020) war ein deutscher klassischer Pianist.

## Leben
Wolfgang Kaiser wurde 1929 als Sohn eines Musiklehrers geboren. 1949 legte er sein Abschlussexamen an der Nordwestdeutschen Musikakademie Detmold ab und begann als Pianist aufzutreten. Zunächst konzertierte er mit seinem Repertoire aus Bach- und Mozartstücken in der engeren Heimat und gelegentlich im Hörfunk. Bald führten ihn Tourneen in die Schweiz, nach Italien und Frankreich und 1960 nach Nordamerika. Auf mehreren dieser Konzertreisen war der Cellist Ottomar Borwitzky sein Partner. Sie hatten sich um 1951 bei einer Konzertreihe für junge Musiker in Hannover kennengelernt und waren zeitlebens eng verbunden. Zusammen brachten sie es auf mehr als 800 kammermusikalische Konzerte.
Kaiser lebte in der Nähe von Bielefeld und nahm unter anderem mit dem Bielefelder Kinderchor Langspielplatten auf.